# Cinéma en catalan
Le cinéma en catalan est le cinéma qui est réalisé en catalan.

## XXesiècle
Dès les débuts du cinéma, de nombreux films sont réalisés en Catalogne, mais dans l'immense majorité des cas en castillan, comme c'est le cas de la plupart des réalisations de l'École de Barcelone. Il faut attendre la mort de Francisco Franco en 1975 et la création cette même année de l'Institut du Cinéma Catalan pour qu'émergent peu à peu des films tournés en catalan : La Ville brûlée (La ciutat cremada) d'Antoni Ribas en 1976, La Place du Diamant (La plaça del Diamant) de Francesc Betriu en 1982, La Lune et le Téton (La teta i la lluna) de Bigas Luna en 1994...
Le premier réalisateur à donner une filmographie complète et reconnue en catalan est Ventura Pons avec des films tels Ocaña, portrait par intermittence (Ocaña, retrat intermitent) en 1978, Caresses (Carícies) en 1998 et Ami/Amant (Amic/Amat) en 1999.
En 1999, le documentaire sur la lobotomie Mones com la Becky de Joaquim Jordà marque un jalon dans la reconnaissance du cinéma en langue catalane.

## XXIesiècle
Aujourd'hui, une part importante des films réalisés en Catalogne le sont en catalan, et des réalisateurs tels qu'Agustí Villaronga, Cesc Gay et Albert Serra ont acquis une renommée internationale. La création de l'Académie du cinéma catalan en 2008, dont la présidente depuis 2021 est Judith Colell, qui remet chaque année les prix Gaudí, dont le plus important est le prix Gaudí du meilleur film en langue catalane, confirme l'importance et la cohérence qu'a désormais le cinéma en catalan. En 2011 est attribué pour la première fois le Goya du meilleur film espagnol à un film réalisé dans cette langue : Pain noir (Pa negre) d'Agustí Villaronga. Plus récemment, le film en catalan le plus acclamé par la critique est Été 93 (Estiu 1993) de Carla Simón.
Parmi les plus importants films de ce début de siècle, on peut citer :

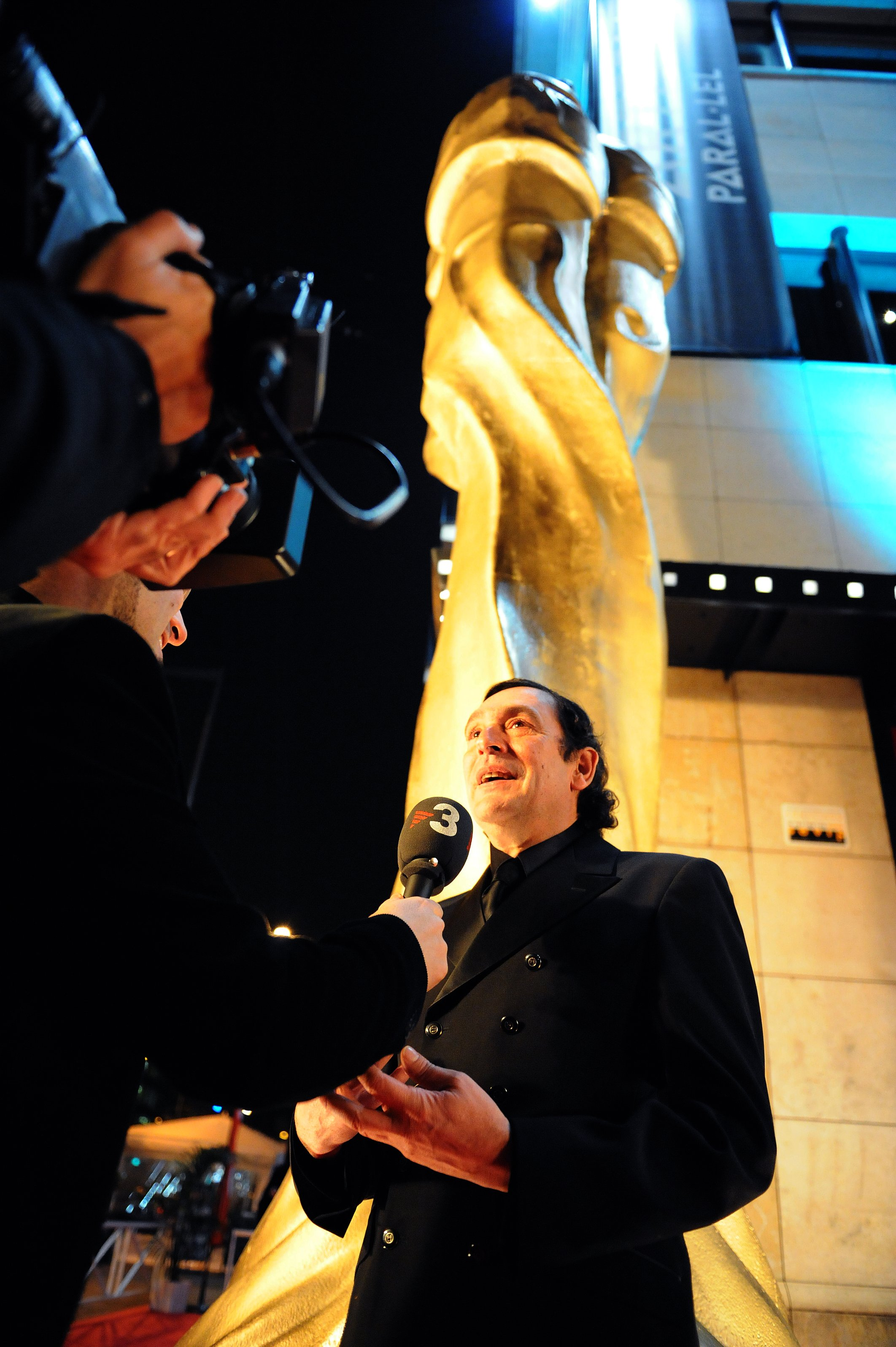
Agustí Villaronga devant le trophée des Prix Gaudí

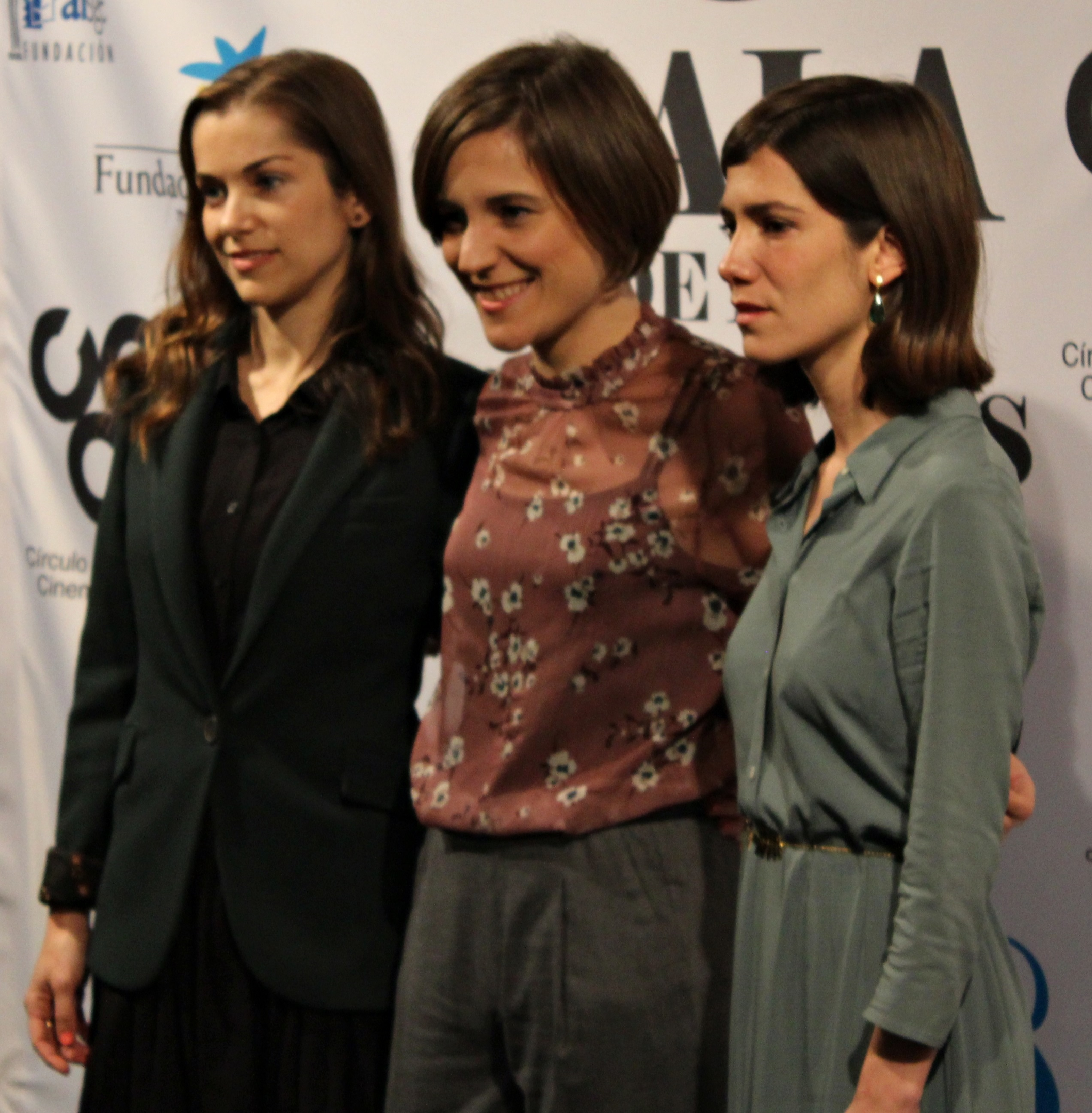
L'équipe dÉté 93

- 2000 : El mar d'Agustí Villaronga, prix Manfred Salzgeber à la Berlinale
- 2000 : Krámpack de Cesc Gay, prix spécial de la Jeunesse au Festival de Cannes
- 2001 : Fausto 5.0 de La Fura dels Baus, prix du meilleur film fantastique à Fantasporto et au Festival de Gérardmer
- 2003 : Dans la ville (A la ciutat) de Cesc Gay
- 2006 : Salvador (Puig Antich) de Manuel Huerga, prix Goya du meilleur scénario adapté
- 2006 : Ficció de Cesc Gay, Astor d'Or au Festival de Mar del Plata
- 2008 : Le Chant des oiseaux (El cant dels ocells) d'Albert Serra, 3 prix Gaudí dont celui du meilleur film en langue catalane
- 2009 : Eloïse de Jesús Garay
- 2010 : Pain noir (Pa negre) d'Agustí Villaronga, 9 prix Goya dont celui du meilleur film espagnol, et 13 prix Gaudí dont celui du meilleur film en langue catalane
- 2010 : Herois de Pau Freixas
- 2011 : Eva de Kike Maíllo, 3 prix Goya, et 5 prix Gaudí dont celui du meilleur film en langue catalane
- 2012 : Insensibles de Juan Carlos Medina
- 2013 : 
  - Histoire de ma mort (Història de la meva mort) d'Albert Serra, Léopard d'or au Festival de Locarno
  - Le Fils de Caïn (Fill de Caín) de Jesús Monllaó, avec David Solans, Maria Molins et José Coronado
- 2014 : Ciutat morta de Xavier Artigas et Xapo Ortega, Meilleur documentaire au Festival de Málaga
- 2016 : La propera pell d'Isa Campo et Isaki Lacuesta, 3 prix Gaudí dont celui du meilleur film en langue catalane
- 2017 : Été 93 (Estiu 1993) de Carla Simón, prix du meilleur premier film à la Berlinale, Biznaga d'Or au Festival de Málaga, 3 prix Goya, et 5 prix Gaudí dont celui du meilleur film en langue catalane
- 2019 : Le Voyage de Marta (Staff off) de Neus Ballús
- 2022 : Nos soleils (Alcarràs) de Carla Simón sorti en 2022. Tourné dans la ville d'Alcarràs, il remporte l'Ours d'or à la 72e Berlinale et devient le premier film en langue catalane à recevoir ce prix[3].
- 2025: Romeria de Carla Simón est sélectionné en compétition officielle du Festival de Cannes 2025[4].